# Station Avio
Station Avio is een spoorwegstation aan de Brennerspoorlijn in de gemeente Avio (Italië-Trentino).